# نظام التصنيف الكيميائي العلاجي التشريحي

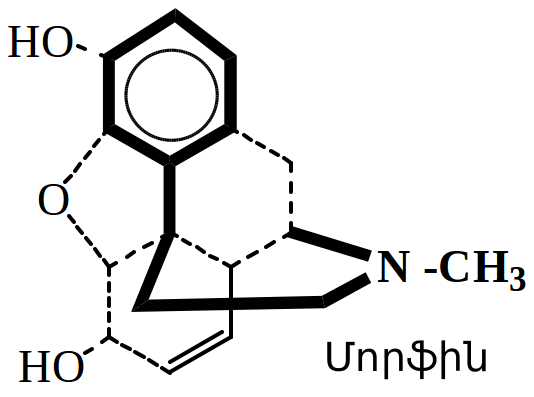

نظام التصنيف الكيماوي العلاجي التشريحي (ك ع ت-ATC) يستخدم لتصنيف الأدوية، ويشرف على هذا النظام مركز التعاون لمنهجية الإحصاءات الدوائية التابع لمنظمة الصحة العالمية WHO، وقد أسس في عام 1976، يقسم نظام التصنيف الأدوية أو العقاقير إلى مجموعات مختلفة حسب العضو أو الجهاز التي تؤثر عليه و/أو حسب خصائصها العلاجية والكيميائية.

## التصنيف
في هذا النظام تصنف الأدوية في مجموعات وفق 5 مستويات مختلفة:

### المستوى الأول
المستوى الأوّل لرمز الدواء يشير إلى المجموعة التشريحية الرئيسية ويشمل حرفا واحدا. هناك 14 مجموعة رئيسية:
| الرمز | المحتويات                                                                  |
| ----- | -------------------------------------------------------------------------- |
| A     | السبيل الهضمي والاستقلاب                                                   |
| B     | الدم وأعضاء تكوين الدم                                                     |
| C     | الجهاز القلبي الوعائي                                                      |
| D     | أدوية الأمراض الجلدية                                                      |
| G     | الجهاز البولي التناسلي والهرمونات الجنسية                                  |
| H     | المستحضرات الحاثية(الهرمونية) الجهازية، ماعدا الهرمونات الجنسية والأنسولين |
| J     | مضادات العدوى للاستخدام الجهازي.                                           |
| L     | العوامل المضادة للسرطان ومعدلات المناعة                                    |
| M     | الجهاز العضلي الهيكلي                                                      |
| N     | الجهاز العصبي                                                              |
| P     | المنتجات المضادة للطفيليات، وقاتلات وطاردات الحشرات                        |
| R     | الجهاز التنفسي                                                             |
| S     | الأعضاء الحسّية                                                             |
| V     | متفرقات                                                                    |

### المستوى الثاني
المستوى الثاني لرمز الدواء يشير إلى المجموعة العلاجّية الرئيسية ويتألف من رقمين إثنين.
مثال: C03 تعني المدرات (حيث C وحدها كما نرى من الجدول السابق تعني مجمل أدوية الجهاز القلبي الوعائي أما 03 فتعني المدرات)

### المستوى الثالث
المستوى الثالث لرمز الدواء يشير إلى المجموعة العلاجية الفرعية، ويتألف من حرف واحد
مثال : C03C ويرمز إلى المدرات الشديدة (العروية) كفرع من المدرات 03 المتفرعة عن أدوية الجهاز القلبي الوعائي C

### المستوى الرابع
ويحدد المستوى الرابع من رمز الدواء الفئة الفرعية الكيماوية/العلاجية/الدوائية، ويتألف من حرف واحد.
مثال: C03CA سلفوناميدات ؛ أي المدرات الشديدة التي تنتسب لزمرة السلفوناميدات الكيماوية

### المستوى الخامس
المستوى الخامس للرمز يشير إلى المادة الكيميائية نفسها ويتألف من رقمين إثنين.
مثال : C03CA01 الدواء المدر الفروساميد Furosemide

## التصنيف الكيماوي العلاجي التشريحي البيطري ك ع ت بيط
نظام (ك ع ت بيط-Atcvet) يستخدم لتصنيف الأدوية البيطرية.
ويتم وضع الرمز البيطري للدواء نفسه بوضه رمز Q أمام رمز الدواء البشري.
مثال : الفروسمايد المعد للاستخدام البيطري يوضع له رمز QC03CA01
وتوجد بعد الرموز الخاصة بالأدوية البيطرية كرمز QI الخاص بالمناعيات (اللقاحات مثلاً)، واستخدام الرمز QJ51 للمضادات البكتيرية الخاصة بالعلاج داخل الضرع intramammary

## وصلات خارجية
- موقع م ص ع الرّسمي، مستضاف من قبل مركز التعاون لعلم منهج إحصائيات الأدوية التابع لـ م ص ع
- ك ع ت